# Hancock County (Kentucky)
Hancock County ist ein County im Bundesstaat Kentucky der Vereinigten Staaten. Das U.S. Census Bureau hat bei der Volkszählung 2020 eine Einwohnerzahl von 9095 ermittelt.
Der Verwaltungssitz (County Seat) ist Hawesville, das nach Richard Hawes benannt wurde, der das Land zur Gründung der Stadt gestiftet hat. Das County gehört zu den Dry Countys, was bedeutet, dass der Verkauf von Alkohol eingeschränkt oder verboten ist.

## Geographie
Das County liegt im Westen von Kentucky, grenzt im Norden an Indiana, getrennt durch den Ohio River und hat eine Fläche von 515 Quadratkilometern, wovon 26 Quadratkilometer Wasserfläche sind. Es grenzt in Kentucky im Uhrzeigersinn an folgende Countys: Breckinridge County, Ohio County und Daviess County.

## Geschichte
Hancock County wurde am 3. Januar 1829 aus Teilen des Breckinridge County, Daviess County und Ohio County gebildet. Benannt wurde es nach John Hancock, einem Unterzeichner der Unabhängigkeitserklärung.
Zwölf Bauwerke und Stätten des Countys sind im National Register of Historic Places eingetragen (Stand 1. Oktober 2017).

## Demografische Daten

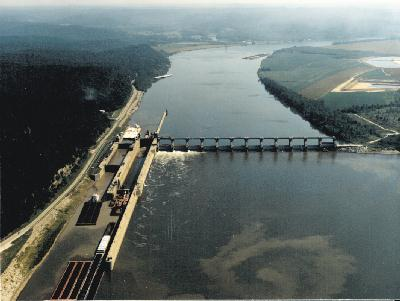
Der Cannelton Dam im Ohio River

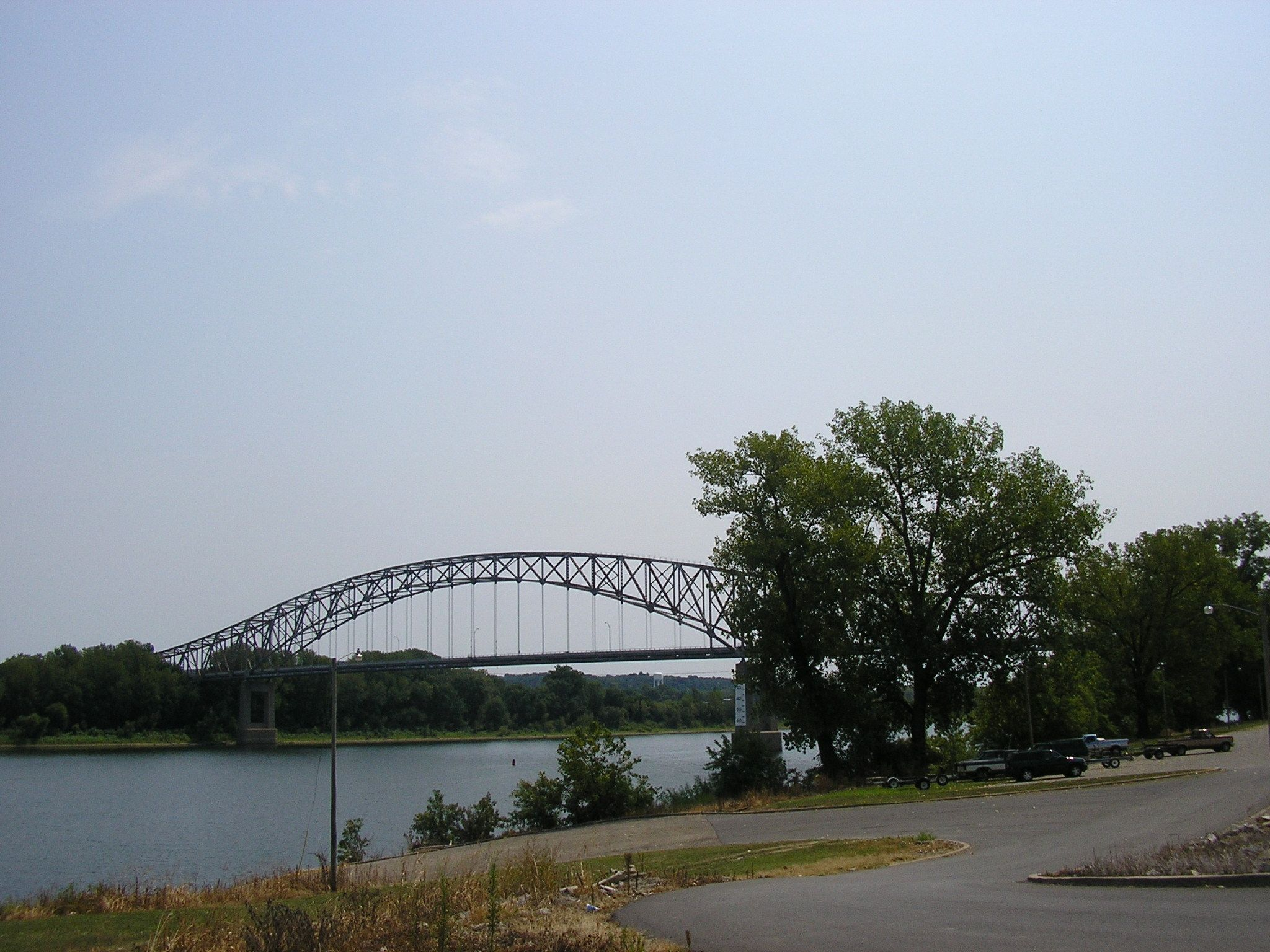
Die Bob Cummings - Lincoln Trail Bridge über den Ohio River

Nach der Volkszählung im Jahr 2000 lebten im Hancock County 8.392 Menschen in 3.215 Haushalten und 2.436 Familien. Die Bevölkerungsdichte betrug 17 Einwohner pro Quadratkilometer. Ethnisch betrachtet setzte sich die Bevölkerung zusammen aus 98,0 Prozent Weißen, 0,9 Prozent Afroamerikanern, 0,3 Prozent amerikanischen Ureinwohnern, 0,2 Prozent Asiaten und 0,2 Prozent aus anderen ethnischen Gruppen; 0,6 Prozent stammten von zwei oder mehr Ethnien ab. 0,8 Prozent der Bevölkerung waren spanischer oder lateinamerikanischer Abstammung.
Von den 3.215 Haushalten hatten 36,4 Prozent Kinder und Jugendliche unter 18 Jahre, die bei ihnen lebten. 64,4 Prozent waren verheiratete, zusammenlebende Paare, 8,3 Prozent waren allein erziehende Mütter, 24,2 Prozent waren keine Familien, 21,2 Prozent waren Singlehaushalte und in 8,9 Prozent lebten Menschen im Alter von 65 Jahren oder darüber. Die Durchschnittshaushaltsgröße betrug 2,59 und die durchschnittliche Familiengröße lag bei 3,01 Personen.
Auf das gesamte County bezogen setzte sich die Bevölkerung zusammen aus 26,7 Prozent Einwohnern unter 18 Jahren, 8,5 Prozent zwischen 18 und 24 Jahren, 29,0 Prozent zwischen 25 und 44 Jahren, 24,9 Prozent zwischen 45 und 64 Jahren und 11,0 Prozent waren 65 Jahre alt oder darüber. Das Durchschnittsalter betrug 36 Jahre. Auf 100 weibliche Personen kamen 97,5 männliche Personen. Auf 100 Frauen im Alter von 18 Jahren alt oder darüber kamen statistisch 95,8 Männer.
Das jährliche Durchschnittseinkommen eines Haushalts betrug 36.914 USD, das Durchschnittseinkommen der Familien betrug 42.994 USD. Männer hatten ein Durchschnittseinkommen von 35.294 USD, Frauen 23.574 USD. Das Prokopfeinkommen betrug 16.623 USD. 11,4 Prozent der Familien und 13,6 Prozent der Bevölkerung lebten unterhalb der Armutsgrenze. Davon waren 18,0 Prozent Kinder oder Jugendliche unter 18 Jahre und 15,8 Prozent waren Menschen über 65 Jahre.

## Orte im County
- Adair
- Arrington Corner
- Cabot
- Chambers
- Dukes
- Easton
- Floral
- Goering
- Hawesville
- Lewisport
- Patesville
- Pellville
- Petri
- Roseville
- Skillman
- Sunny Corner
- Victoria Crossroads
- Waitman
- Weberstown